# Пітерсбург (Північна Дакота)
Пітерсбург (англ. Petersburg) — місто (англ. city) в США, в окрузі Нелсон штату Північна Дакота. Населення — 162 особи (2020).

## Географія
Пітерсбург розташований за координатами 48°1′3″ пн. ш. 98°0′2″ зх. д. / 48.01750° пн. ш. 98.00056° зх. д. (48.017540, -98.000662).  За даними Бюро перепису населення США в 2010 році місто мало площу 2,70 км², з яких 2,68 км² — суходіл та 0,03 км² — водойми.

## Демографія
Згідно з переписом 2010 року, у місті мешкали 192 особи в 78 домогосподарствах у складі 58 родин. Густота населення становила 71 особа/км².  Було 99 помешкань (37/км²).
Расовий склад населення:
| - 97,4 % — білих - 1,0 % — корінних американців - 0,5 % — чорних або афроамериканців - 0,5 % — азіатів |

До двох чи більше рас належало 0,5 %. Частка іспаномовних становила 2,6 % від усіх жителів.
За віковим діапазоном населення розподілялося таким чином: 24,0 % — особи молодші 18 років, 57,2 % — особи у віці 18—64 років, 18,8 % — особи у віці 65 років та старші. Медіана віку мешканця становила 41,0 року. На 100 осіб жіночої статі у місті припадало 95,9 чоловіків;  на 100 жінок у віці від 18 років та старших — 92,1 чоловіків також старших 18 років.
Середній дохід на одне домашнє господарство  становив 54 407 доларів США (медіана — 46 250), а середній дохід на одну сім'ю — 57 380 доларів (медіана — 53 036). Медіана доходів становила 48 750 доларів для чоловіків та 30 625 доларів для жінок. За межею бідності перебувало 22,0 % осіб, у тому числі 32,5 % дітей у віці до 18 років та 0,0 % осіб у віці 65 років та старших.
Цивільне працевлаштоване населення становило 102 особи. Основні галузі зайнятості: освіта, охорона здоров'я та соціальна допомога — 19,6 %, роздрібна торгівля — 12,7 %, виробництво — 12,7 %.